# Toerbaslycultuur
De Toerbaslycultuur is een archeologische cultuur uit de 5e tot 7e eeuw na Christus, gelegen op de linkeroever van de middelloop van de Belaja, tussen de mondingen van de Sim en de Tsjermasan. Ze werd beschreven door Nijaz Mazjitov op basis van materialen van opgravingen van de Novo-Toerbasly-site en grafheuvel in het district Blagovesjtsjenski van Basjkortostan in 1957-1958.

## Oorsprong van de Toerbaslyers
Vladimir Gening en Rima Goldina noteerden Oegrische componenten bij de bevolking van de Toerbaslycultuur en brachten deze in verband met en migratie vanuit West-Siberië en het zuiden naar de Oeral. Tegen het midden van de 4e - 5e eeuw trok de Bakal-bevolking, die de noordelijke bossteppe afstond aan de taiga-migranten van de Karymcultuur, naar het zuiden en westen en ontmoette de dragers van de Toerbaslycultuur.
Andere archeologen vertrouwen op het door antropologen vastgestelde Europide karakter van de Toerbaslyers en de gelijkenis van veel elementen van hun cultuur met de cultuur van de nomaden van de Oost-Europese steppen, associëren hun oorsprong met de late Sarmaten en Alanen (Anatoli Psjenitsjnjoek, Flarit Soengatov, Jelena Galkina). Tot de Sarmatische etnobepalende kenmerken behoren de oostelijke (in tegenstelling tot de Proto-Bulgaarse westelijke) oriëntatie van de begravenen, de vervorming van de schedels (een typische Sarmatische traditie) en de vulling van de graven met krijt. Ten slotte was een Sarmatisch kenmerk het ritueel van het neutraliseren van de doden: het verplaatsen van de botten van een lijk zodat het het graf niet kon verlaten en de levenden kon storen. 
Jevgeni Kazakov classificeerde de bevolking van de Toerbaslycultuur als Chionieten.
Mazjitov beschouwde de dragers van de cultuur als de naaste voorouders van de oude Basjkieren.
Recente onderzoekers (Soengatov, 2002) geloven dat de Koesjnarenkovo-stammen die uit Siberië kwamen de Toerbasly westwaarts naar de Wolga-regio dreven.

## Materiële cultuur
De sites van de cultuur omvatten onversterkte nederzettingen (Novo-Toerbasly, Oeloekoelevskoje, Koesjnarenkovskoje, enz.), versterkte nederzettingen (Oefa II) en grafheuvels. De bevolking leefde sedentair in kuilwoningen. Als landbouwwerktuigen zijn ijzeren sikkels en maalstenen aangetroffen, wat duidt op een duidelijk agrarisch karakter. De begrafenissen worden vertegenwoordigd door lage heuvels. Vooral het paard werd vereerd. Er waren sieraden van goud en barnsteen.